# Долни Дъбник
Долни Дъбнѝк е град . Той се намира в Област Плевен и е в близост до град Плевен. Градът е административен център на община Долни Дъбник.
По данни на ГРАО към 15 юни 2023 г. в града живеят 4396 души по настоящ адрес и 4485 души по постоянен адрес.

## География
Град Долни Дъбник се намира на 15 km западно от областния център Плевен.

## История
Долни Дъбник за първи път е споменат в официални турски документи от 1430 г.
При избухването на Балканската война човек от Долни Дъбник е доброволец в Македоно-одринското опълчение.

## Политика
- Настоящият кмет е Иван Ветов.
- 2007 – печели Борислав Станимиров.
- 2003 – Живко Желев (БЗНС – Народен съюз) печели на втори тур с 59% срещу Маргарита Стойчева (Коалиция за България).
- 1999 – Живко Желев (ОДС) печели на първи тур с 53% срещу Митко Иванов (БСП).
- 1995 – Венцислав Върбанов (Демократична коалиция) печели на втори тур с 51% срещу Маргарита Стойчева (Предизборна коалиция БСП, БЗНС Александър Стамболийски, ПК Екогласност).

## Икономика
Нефтодобивът и нефтопреработката са основни отрасли за града. Най-големите фирми в тази област са „Нефт и газ“ и намиращият се на шест километра нефтокомбинат „Плама-Плевен“. Поради лошото развитие на промишлеността в последните години селското стопанство се оформя като основен поминък на много от хората.

## Обществени институции
- Средни училища
  - СОУ „Христо Ботев“
  - Професионална гимназия по селско стопанство „Проф. Иван Иванов“
  - Професионална гимназия за добив на полезни изкопаеми и газоснабдяване „Проф. Г.Златарски“ закрито.
- Основно училище – „св.св Кирил и Методи“
- Читалище
- Детска градина

## Забележителности
- Църквата „Свети Пророк Илия“
- В близост се намира Парк Лавров.
- Парк Албена.

## Галерия
- Църквата „Свети Пророк Илия“
- Градското читалище
- Добив на нефт в Долни Дъбник

## Редовни събития
Основно събитие за града е съборът или сборът. Организира се в през първите събота и неделя на месец август и е един голям празник за местното население. Тогава е празникът на църквата на града – „Свети Пророк Илия“.

## Личности
- Иван Бешков (1896 – 1945) — български кооперативен деятел и политик от Българския земеделски народен съюз (БЗНС). Той е народен представител, министър на земеделието и държавните имоти в правителството на Добри Божилов (1943 – 1944).
- Илия Бешков (1901 – 1958) – художник, писател, философ и педагог. Самобитен майстор, с неподражаем творчески почерк и стил. Къщата му се е намирала на мястото на градския парк. По-късно тя е разрушена – на нейно място има паметна плоча и бюст на твореца.
- Стою Орачкин (1901 – 1973) – земеделски поет, издава стихосбирка Първи сноп -1929. Съученици с Илия Бешков в Плевенската мъжка гимназия, участват заедно в младежкия земеделски кръг от 20-те години.
- Венцислав Върбанов – политик от БЗНС-НС, бивш министър на земеделието и горите
- Ивайло Петков – футболен национал
- Денис Алиев - съвременен художник, известен с уникалната си техника на рисуване с готварска сол.  Сред неговите творби са портрети на известни личности като Иван Вазов, Христо Ботев, Христо Стоичков, Григор Димитров и президента Румен Радев. Някои от тези личности са изразили признателност към неговото изкуство, като например Жан-Клод Ван Дам, който споделя своя солен портрет на личния си уебсайт.  Денис е и талантлив бийтмейкър, създавайки музика за известни български изпълнители като Спенс и Ndoe. Той също така развива собствен бранд за дрехи, който отразява неговия уникален стил и визия.